# Amonostherium lichtensioides
Amonostherium lichtensioides är en insektsart som först beskrevs av Cockerell 1897.  Amonostherium lichtensioides ingår i släktet Amonostherium och familjen ullsköldlöss. Inga underarter finns listade i Catalogue of Life.